# Yassine Jebbour
Yassine Jebbour (Poitiers, Francia, 24 de enero de 1991), futbolista francés, de origen marroquí. Juega de volante y su actual equipo es el Association Sportive Nancy-Lorraine cedido por el Stade Rennes de la Ligue 1 de Francia. 

## Selección nacional
Ha sido internacional con la Selección de fútbol de Marruecos Sub-20.

## Clubes
| Club                                | País    | Año       |
| ----------------------------------- | ------- | --------- |
| Stade Rennais                       | Francia | 2009-2013 |
| Association Sportive Nancy-Lorraine | Francia | 2013      |
| Montpellier                         | Francia | 2013-2015 |
| Varese                              | Italia  | 2015      |
| SC Bastia                           | Francia | 2015-2016 |